# Elise Meyer
Elise Meyer (* als Elisabeth Meyer am 25. Februar 1825 in Schaffhausen; † 20. April 1878 ebenda; heimatberechtigt in Rüdlingen) war eine Schweizer Dichterin.

## Leben
Elise Meyer wurde 1825 in Schaffhausen geboren. Ihre Eltern waren der Textilkaufmann Johann Ulrich Meyer und die Postillonstochter Maria Barbara geborene Hengstler aus Oberbaldingen in Baden. Sie war die älteste der drei Töchter; die jüngste verstarb früh. Der Vater kam zu Wohlstand und erwarb 1828 den «Schwarzen Adler» an der Vordergasse. Er kam aus Rüdlingen und blieb in der Stadt Hintersasse, ohne das Bürgerrecht zu erwerben. Elise hatte ein unheilbares Rückenmarksleiden, war kränklich und konnte am gesellschaftlichen Leben nur beschränkt teilnehmen. Ihr Vetter war der Historiker und Staatsarchivar Johannes Meyer.
Der Vater starb 1847. Das Handelsunternehmen musste 1862 liquidiert und der «Schwarze Adler» verkauft werden. Mutter und Schwester erkrankten ebenfalls. Die Frauen zogen in den Spitalhof auf der Breite und betrieben eine Kunststickerei. Elise Meyer blieb ledig und war ab 1870 gelähmt. Sie starb am 20. April 1878 in Armut.
Carl Arnold Gonzenbach zeichnete die Dichterin im Alter von etwa 25 Jahren. Friedrich Peyer im Hof beschrieb sie als ein «kränkliches, körperlich von der Natur stiefmütterlich ausgestattetes, aber gebildetes und feinfühlendes Frauenzimmer».

## Wirken
Elise Meyer war Autodidaktin; im Alter von dreizehn Jahren verfasste sie Stimmungslyrik, Balladen und Gedichte. Carl Postl, der als Charles Sealsfield durch seine Amerika-Romane zu einem der meistgelesenen Schriftsteller des Vormärz wurde, zog 1851 als Untermieter in den «Schwarzen Adler». Meyer freundete sich mit ihm an und begann 1853 einen regen Briefwechsel, als er für fünf Jahre nach Amerika zog. Im Jahr 1860 besuchte sie ihn in Solothurn und er seine «Kleinigkeit», wie er sie nannte, in Schaffhausen. Ein möglicherweise erfolgtes Angebot, als Sekretärin seine letzten Werke aufzunehmen, musste Meyer aus gesundheitlichen Gründen ablehnen. Durch sein Testament erfuhr sie seine wahre Identität und sandte zwei seiner Briefe an seine Schwestern im mährischen Poppitz.
Meyers Gedicht vom «Steinernen Kreuz» über eine Rüdlinger Sage erschien 1860 anonym in den «Schaffhauser Blättern». Zuletzt sammelte sie Schaffhauser Volksgut, wie Kinderreime, Aberglauben und Flurnamen und schrieb als Mitarbeiterin ihres Vetters für dessen 1868 gegründete Zeitschrift «Der Unoth».

## Werk
Sealsfields Biograf Albert Bernhardt Faust würdigte Meyer erstmals als Dichterin und veröffentlichte mehrere ihrer Gedichte, die er von ihrer Schwester Marie Meyer erhalten hatte. Sealsfields Briefe sind nur in von ihr erstellten Auszügen erhalten, die Faust ebenfalls erhielt.
Die Stadtbibliothek Schaffhausen bewahrt sechs handgeschriebene Gedichtbändchen, von denen zwei Abschriften sind.

## Belege
1. 1 2 3 4  Claudia Clavadetscher: Elise Meyer. In: Historisches Lexikon der Schweiz.  11. November 2008.
2. 1 2 3 4 5 6 7  Claudia Clavadetscher: Elise Meyer. In: Schaffhauser Biographien. Band IV 58 (1981). S. 152–162.

| Personendaten    | Personendaten                  |
| ---------------- | ------------------------------ |
| NAME             | Meyer, Elise                   |
| ALTERNATIVNAMEN  | Meyer, Elisabeth (Geburtsname) |
| KURZBESCHREIBUNG | Schweizer Dichterin            |
| GEBURTSDATUM     | 25. Februar 1825               |
| GEBURTSORT       | Schaffhausen, Schweiz          |
| STERBEDATUM      | 20. April 1878                 |
| STERBEORT        | Schaffhausen, Schweiz          |